# Charadrius
Charadrius là một chi chim trong họ Charadriidae.
Chúng được tìm thấy trên khắp thế giới. Nhiều loài trong chi Charadrius có đặc trưng bởi dải ngực hoặc vòng cổ. Đây có thể là các dải hoàn chỉnh (ở cá thể trưởng thành) (vòng tròn, nửa cổ, ít vòng, dài), đôi hoặc ba dải hoặc một phần.
Chúng có mỏ tương đối ngắn và ăn chủ yếu là côn trùng, sâu hoặc các động vật không xương sống khác, tùy thuộc vào môi trường sống, chúng bắt được bằng kỹ thuật chạy và tạm dừng.

## Hình ảnh

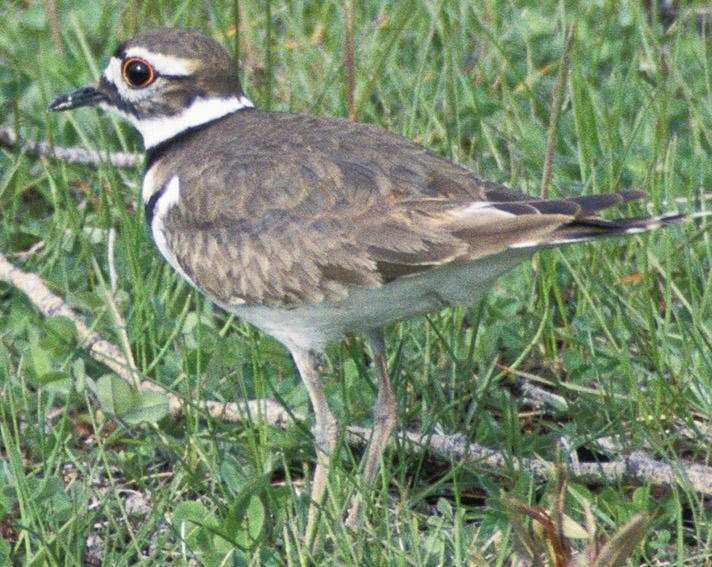
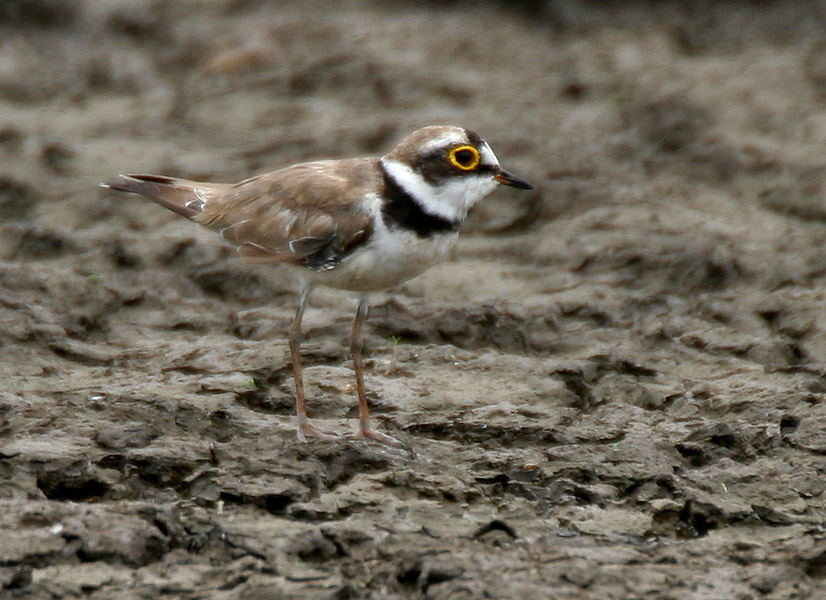
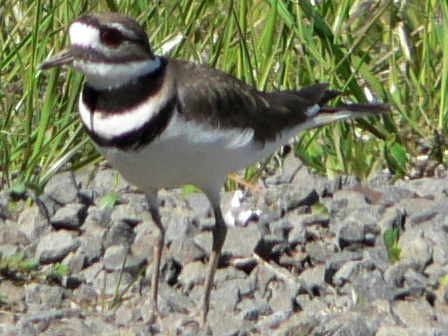
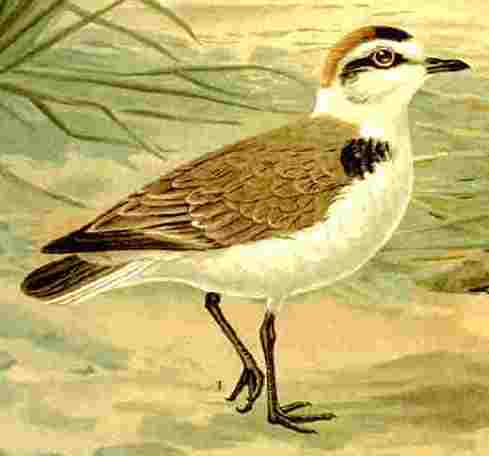
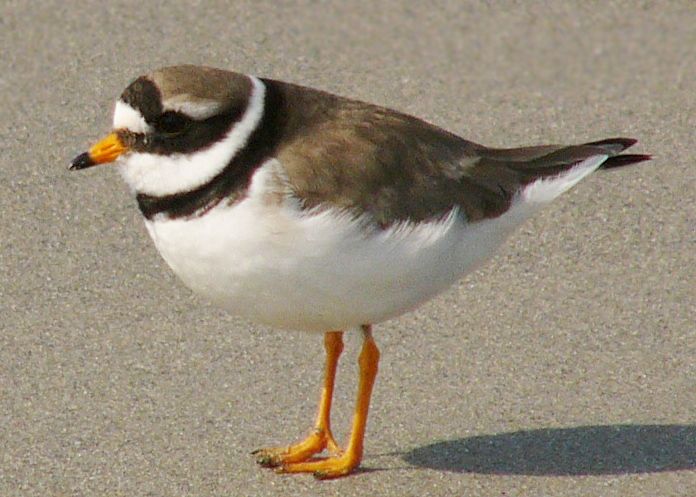
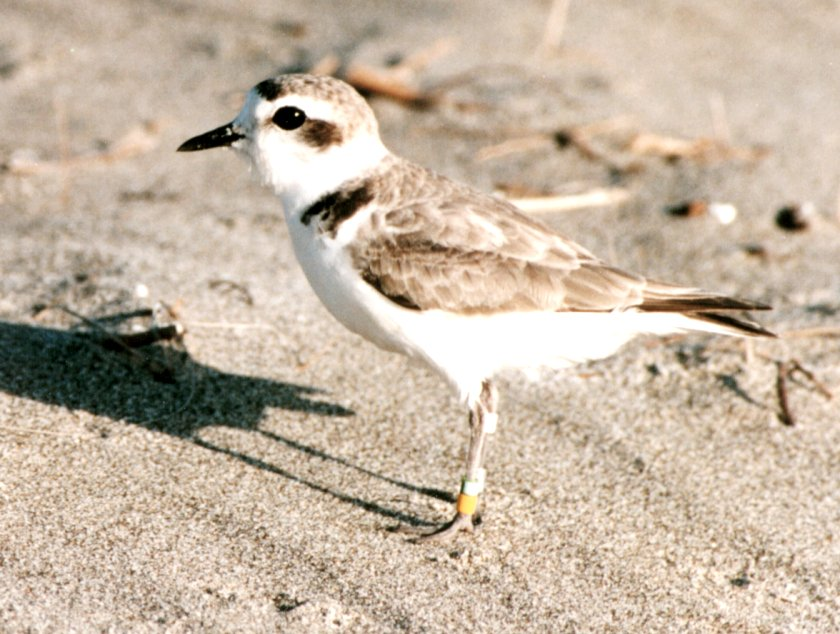
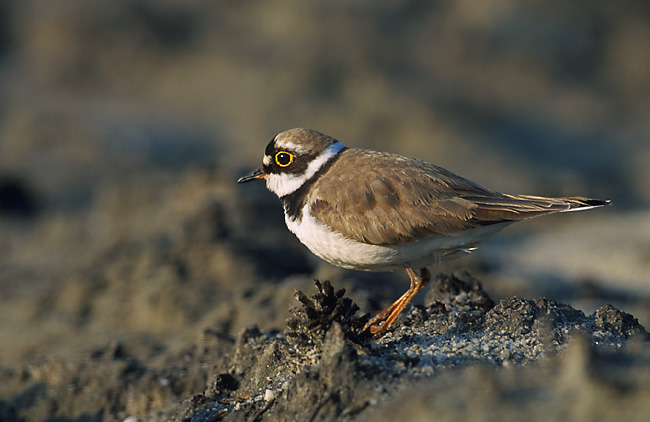

## Các loài
Có 30 loài Charadrius:
- Charadrius obscurus
- Charadrius hiaticula
- Charadrius semipalmatus
- Charadrius placidus
- Charadrius dubius
- Charadrius wilsonia
- Charadrius vociferus
- Charadrius melodus
- Charadrius thoracicus
- Charadrius pecuarius
- Charadrius sanctaehelenae
- Charadrius tricollaris
- Charadrius forbesi
- Charadrius alexandrinus
- Charadrius javanicus
- Charadrius marginatus
- Charadrius ruficapillus
- Charadrius peronii
- Charadrius pallidus
- Charadrius collaris
- Charadrius alticola
- Charadrius bicinctus -
- Charadrius falklandicus
- Charadrius mongolus
- Charadrius leschenaultii
- Charadrius asiaticus
- Charadrius veredus
- Charadrius morinellus
- Charadrius modestus
- Charadrius montanus